# Барсуковское сельское поселение
Барсуко́вское се́льское поселе́ние — муниципальное образование в составе Монастырщинского района Смоленской области России.
Административный центр — деревня Барсуки.
Главой поселения и Главой администрации является Барановский Александр Станиславович.

## Географические данные
- Общая площадь: 145,88 км²
- Расположение: восточная часть Монастырщинского района
- Граничит:
  - на севере — со Смоленским районом
  - на востоке — с Починковским районом
  - на юго-востоке — с Хиславичским районом
  - на юге — с Гоголевским сельским поселением
  - на юго-западе — со Слободским сельским поселением
  - на западе — с Соболевским сельским поселением
- По территории поселения проходит автодорога Монастырщина — Починок.

## Население
| 2011 | 2012 | 2013 | 2014 | 2015 | 2016 | 2017 |
| ---- | ---- | ---- | ---- | ---- | ---- | ---- |
| 812  | ↘763 | ↘729 | ↘681 | ↘680 | ↘647 | ↘644 |
| 2018 | 2019 | 2020 | 2021 |      |      |      |
| ↘617 | ↘602 | ↘600 | ↗610 |      |      |      |

## Населённые пункты
На территории сельского поселения находятся 19 населённых пунктов:
| №  | Населённый пункт             | Тип     | Население |
| -- | ---------------------------- | ------- | --------- |
| 1  | Барсуки                      | деревня | 146       |
| 2  | Гостимля                     | деревня | 2         |
| 3  | Долгие Нивы                  | деревня | 170       |
| 4  | Зайцовка                     | деревня | 1         |
| 5  | Земцова Буда                 | деревня | 6         |
| 6  | Каблуково                    | деревня | 0         |
| 7  | Колосовка                    | деревня | 40        |
| 8  | Молоково                     | деревня | 2         |
| 9  | Морачево                     | деревня | 1         |
| 10 | Новоселье                    | деревня | 4         |
| 11 | Родьковка                    | деревня | 106       |
| 12 | Снеберка                     | деревня | 9         |
| 13 | Соловьёвка                   | деревня | 5         |
| 14 | Сычевка                      | деревня | 141       |
| 15 | Темники                      | деревня | 6         |
| 16 | Троицкое                     | деревня | 29        |
| 17 | Турковского Торфопредприятия | посёлок | 131       |
| 18 | Уймовка                      | деревня | 19        |
| 19 | Щелканово                    | деревня | 3         |

Упразднённые
- деревня Ивкино

## Экономика
Сельхозпредприятия, добыча торфа.